# MSN
MSN(Microsoft Network, 마이크로소프트 네트워크)은 마이크로소프트가 운영하는 포털 사이트이자 인터넷 서비스 제공 업체이다.

## 개요
MSN은 1995년 8월 24일 윈도우 95의 발매와 동시에 서비스를 개시했다. 처음에는 이른바 PC 통신 서비스로 제공되었지만, 인터넷이 급성장함에 따라 인터넷 접속 서비스로 전환하고, 포털 사이트 서비스도 시작했다. 그 뒤에 인터넷 서비스 제공업체의 사업은 미국 및 캐나다를 제외한 지역에서는 서비스를 끝내고 있다.
미국 버전의 MSN에서는 뉴스를 마이크로소프트가 투자한 MSNBC에, 스포츠 뉴스는 폭스 스포츠 넷에 위탁하고 있다. 온라인 잡지 슬레이트도 운영하고 있었지만, 워싱턴 포스트에 매각한 상태이다.
한국 버전의 MSN은 2009년 12월 17일 다음에 검색 쿼리를 이관한 바 있으며, 2010년 10월 15일자로 중앙일보의 조인스닷컴과 합병하며 조인스MSN으로 이름이 변경되었다. 그러나 2013년 7월 1일 합병한지 3년 만에 조인스닷컴과 MSN이 따로 분리되었다.

## 주요 서비스
- 핫메일
- MSN 스페이스
- 마이크로소프트 패스포트 네트워크

## 같이 보기
- 윈도우 라이브 메신저
- 윈도우 라이브
- bing